# جاك ماكبيين
جاك ماكبيين (بالإنجليزية: Jack McBean)‏ (15 ديسمبر 1994 بلوس أنجلوس في الولايات المتحدة - ) هو لاعب كرة قدم أمريكي في مركز الهجوم. شارك مع منتخب الولايات المتحدة تحت 17 سنة لكرة القدم ومنتخب الولايات المتحدة تحت 18 سنة لكرة القدم. أما مع النوادي، فقد لعب مع لوس أنجلوس غلاكسي ولوس انجلوس غالاكسي 2.

## وصلات خارجية
- جاك ماكبيين على موقع الاتحاد الدولي (مؤرشف)  (الإنجليزية)
- جاك ماكبيين على موقع الدوري الأمريكي (الإنجليزية)
- جاك ماكبيين على موقع قاعدة بيانات كرة القدم.إي يو (الإنجليزية)
- جاك ماكبيين على موقع Soccerbase.com (لاعب) (الإنجليزية)
- جاك ماكبيين على موقع Soccerway.com (الإنجليزية)
- جاك ماكبيين على موقع عالم كرة القدم.نت (الإنجليزية)
- جاك ماكبيين على موقع AS.com (الإسبانية)